# Emergency Declaration
Emergency Declaration (en hangul 비상선언; RR: Bisang Seoneon) es una película  de acción estrenada en 2021. Fue dirigida por Han Jae-rim y protagonizada por Song Kang-ho, Jeon Do-yeon, Lee Byung-hun y Kim Nam-gil. La película está basada en un desastre de aviación, en el que el comandante de un avión declara estado de emergencia y solicita aterrizaje incondicional. Después de un aplazamiento debido a la epidemia de COVID-19 en agosto de 2020, el rodaje se reanudó el 12 de septiembre de 2020, y se concluyó el 24 de octubre de 2020.
La película se proyectó por primera vez en la sección fuera de competición del 74.º Festival Internacional de Cine de Cannes el 16 de julio de 2021. Aunque su estreno en sala en Corea del Sur estaba previsto para enero de 2022, finalmente se produjo el 3 de agosto de 2022.

## Argumento
La expresión que da título a la película, emergency declaration, es la que declara el capitán de una aeronave cuando esta corre el riesgo inminente de sufrir un desastre.
En el aeropuerto de Incheon, Jae-hyuk (Lee Byung-un) es un padre que, a pesar del miedo a volar que padece tras una experiencia traumática, decide embarcarse hacia Hawai en el vuelo KI501 con su hija enferma, donde la pequeña podrá recibir mejores cuidados médicos. Mientras tanto, el joven Jin-seok (Im Si-wan) se comporta de forma amenazadora con otros viajeros.
In-ho (Song Kang-ho), por otro lado, es un detective de policía, obligado a renunciar a unas vacaciones familiares por motivos laborales. Recibe un soplo: en el vuelo a Honolulu, que acaba de abordar su esposa, hay un pasajero que supone una verdadera amenaza terrorista. Durante el vuelo, un pasajero muere en circunstancias misteriosas. El terror de los muchos inocentes a bordo y una escalada de hechos llevan al piloto Hyun-soo (Kim Nam-gil) del KI501 a solicitar un aterrizaje de emergencia.
Mientras tanto, en tierra, frente a la dramática noticia, el pánico se extiende entre las familias de los pasajeros del vuelo. La ministra de Transportes Sook-hee (Jeon Do-yeon), informada del incidente, organiza un equipo antiterrorista para ir al rescate de la aeronave.

## Reparto
- Song Kang-ho como el detective In-ho.[11]
- Jeon Do-yeon como Sook-hee, la ministra de Transportes.
- Lee Byung-hun como Jae-hyuk, un pasajero y expiloto.[7]
- Kim Nam-gil como el piloto Hyun-soo.
- Im Si-wan como Ryu Jin-seok, un pasajero.
- Kim So-jin como Hee-jin, azafata.
- Park Hae-joon como Tae-su, el director del Centro de Gestión de Crisis de la Casa Azul.[12]
- Ahn Jeong Ho.
- Seol In-ah como Tae-eun, azafata.[13][14]
- Lee Yul-eum como Park Shi-young, azafata.[14]
- Jang Seo-yeon como una azafata.[15]
- Moon Sook, como una pasajera.
- Jeon Su-ji como la asistente Oh.
- Park Yoon-hee como un controlador aéreo japonés.
- Park Ye-young como una operadora de la torre de control japonesa.
- Kim Gook-hee como Mi-ryang, una pasajera.[16]
- Choi Young-do como un pasajero.
- Woo Mi-hwa como Hye-yoon, la esposa de In-ho.[17]
- Hyun Bong-sik como Yoon Chul, el detective compañero de In-ho.[17]
- Kim Bo-min como Soo-min, hija de Jae-hyuk.[17]
- Kwon Han-sol como Min-jung, hija de In-ho.[17][18]
- Lee Soo-mi como una amiga de Hye-yoon.
- Kim Hak-sun como Yoon-seok, un pasajero.[19]

## Producción
La realización de Emergency Declaration comenzó inmediatamente antes del estallido de la pandemia de COVID-19, aunque la idea de la película venía de muchos años atrás.
El 29 de agosto de 2019, Showbox confirmó que Song Kang-ho y Lee Byung-hun acordaron aparecer en la próxima película Emergency Declaration del director Han Jae-rim. El 30 de marzo de 2020 se informó que la película se había suspendido debido a la pandemia de COVID-19. En mayo de 2020, el elenco de la película se completó con Song Kang-ho, Lee Byung-hun, Jeon Do-yeon, Kim Nam-gil, Yim Si-wan, Kim So-jin y Park Hae-joon. El rodaje comenzó el mismo mes.
El 31 de agosto de 2020 la distribuidora de la película Showbox comunicó que el rodaje se había detenido «por la salud y seguridad de los actores y el personal de campo y para evitar la propagación de COVID-19». La filmación se reinició el 12 de septiembre de 2020 y concluyó el 24 de octubre de 2020. Esta parada de dos semanas obligó a aumentar el presupuesto de la película en diez millones de dólares. El director, al concluir, declaró: «Como productor y director, estoy muy satisfecho con el hecho de que todos terminaron de filmar bien». En posproducción, el director Han Jae-rim afirmó que las películas sobre desastres hechas en Corea del Sur se habían centrado en el proceso de superación del desastre, pero que él «quería salir del trauma para ver cuántas personas se movían con sinceridad y rescataban a las personas cuando ocurría un desastre». Y sobre la filmación y la actuación añadió: «creo que la parte a la que hay que prestar atención en la escena del avión es la fiesta de las excelentes interpretaciones de los actores. De lo que realmente quiero presumir es de esto».

## Estreno
Emergency Declaration fue invitada a la sección fuera de competición del 74.º Festival de Cine de Cannes, que se celebró del 6 al 17 de julio de 2021. Allí tuvo su estreno mundial el 16 de julio; fue interrumpida en cuatro ocasiones con aplausos, y al final los más de dos mil espectadores presentes la ovacionaron durante diez minutos. Estaba previsto su estreno en cines en Corea del Sur en enero de 2022, aunque posteriormente, debido a una nueva oleada de contagios de Covid-19, la fecha elegida fue el 3 de agosto.
También fue distribuida en Estados Unidos y Canadá en 2022, donde se estrenó el 12 de agosto. En España fue invitada en la sección Órbita del 55.º Festival de Sitges en octubre de 2022, donde recibió una nominación a la mejor película.
El 7 de septiembre se añadió también al catálogo de la plataforma de contenidos audiovisuales Coupang Play.

## Recepción
Para Thomas Bécard (Télérama), Emergency Declaration es «un eficaz thriller que clásicamente juega con la tensión entre el horror de la situación en el avión y la gestión de la crisis en tierra», aunque se pregunta también si presentar una historia de virus en la actualidad puede calificarse como un acto valiente, inconsciente o sádico.
Lee Marshall (Screen Daily) critica la falta de versosimilitud en algunos aspectos esenciales del desarrollo de la trama, y señala que la película cumple con los requisitos del género sin agregar muchas novedades. Marshall escribe que se puede ver a los pasajeros del avión como una muestra de la sociedad en general, y «que se ven obligados a tomar sus propias decisiones sobre si o no aislar a los pasajeros infectados [...] y si hacer colectivamente el máximo sacrificio para salvar muchas más vidas que las 121 personas en el vuelo 501. Esta idea podría haber sido llevada a algún lugar intrigante, pero la película permanece como una serie de bocetos que son casi borrados por el final trillado y poco auténtico».
Miguel Muñoz Garnica (EAM Cinema) encuentra que «las partes del interior del avión terminan resultando ramplonas, sin demasiada inventiva para rodar la acción más allá de la recurrencia a escenas de cámara lenta y música solemne. Peor aún, resultan de una blandura insólita en el thriller coreano», y concluye escribiendo que la película «deviene agotadora en sus múltiples giros complacientes y en su falta de garra para obtener algún plano memorable».

## Premios y nominaciones
| Año  | Premio                                    | Categoría                                                  | Candidato                                    | Resultado | Ref.          |
| ---- | ----------------------------------------- | ---------------------------------------------------------- | -------------------------------------------- | --------- | ------------- |
| 2022 | Blue Dragon Film Awards                   | Mejor actor                                                | Lee Byung-hun                                | Nominado  | [ 38 ]        |
| 2022 | Blue Dragon Film Awards                   | Mejor director                                             | Han Jae-rim                                  | Nominado  | [ 38 ]        |
| 2022 | Blue Dragon Film Awards                   | Mejor actor de reparto                                     | Im Si-wan                                    | Nominado  | [ 38 ]        |
| 2022 | Blue Dragon Film Awards                   | Mejor actriz de reparto                                    | Kim So-jin                                   | Nominada  | [ 38 ]        |
| 2022 | Blue Dragon Film Awards                   | Premio técnico                                             | Ryu Young-jae, Hwang Hyo-kyun, Hong Jeong-ho | Nominados | [ 38 ]        |
| 2022 | 31st Buil Film Awards                     | Mejor actor de reparto                                     | Im Si-wan                                    | Ganador   | [ 39 ]        |
| 2022 | 31st Buil Film Awards                     | Mejor actriz                                               | Jeon Do-yeon                                 | Nominada  | [ 40 ]        |
| 2022 | 31st Buil Film Awards                     | Mejor película                                             | Emergency Declaration                        | Nominada  | [ 40 ]        |
| 2022 | 31st Buil Film Awards                     | Mejor actriz de reparto                                    | Kim So-jin                                   | Nominada  | [ 40 ]        |
| 2022 | 58th Grand Bell Awards                    | Mejor actor                                                | Lee Byung-hun                                | Nominado  | [ 41 ] [ 42 ] |
| 2022 | 58th Grand Bell Awards                    | Mejor dirección artística                                  | Lee Mok-won                                  | Nominado  | [ 41 ] [ 42 ] |
| 2022 | 58th Grand Bell Awards                    | Mejor fotografía                                           | Lee Mo-gae, Park Jong-Chul                   | Nominados | [ 41 ] [ 42 ] |
| 2022 | 58th Grand Bell Awards                    | Mejor montaje                                              | Kim Woo-hyun, Lee Kang-il                    | Nominados | [ 41 ] [ 42 ] |
| 2022 | 58th Grand Bell Awards                    | Mejor iluminación                                          | Lee Seong-hwan                               | Nominado  | [ 41 ] [ 42 ] |
| 2022 | 58th Grand Bell Awards                    | Mejor música                                               | Lee Byung-woo, Ji Ji-hoon                    | Nominados | [ 41 ] [ 42 ] |
| 2022 | 58th Grand Bell Awards                    | Mejor actor de reparto                                     | Im Si-wan                                    | Nominado  | [ 41 ] [ 42 ] |
| 2022 | Korean Association of Film Critics Awards | Korean Association of Film 10 selections of Kim Hyun-seung | Emergency Declaration                        | Ganadora  | [ 43 ]        |
| 2022 | Korean Film Producers Association Award   | Mejor actor de reparto                                     | Im Si-wan                                    | Ganador   | [ 44 ]        |
| 2022 | London Asian Film Festival                | Premio Buldak Rising Star                                  | Im Si-wan                                    | Ganador   | [ 45 ]        |
| 2022 | 55.º Festival de Sitges                   | Mejor película (sección Órbita)                            | Emergency Declaration                        | Nominada  | [ 46 ]        |
| 2023 | Asian Film Awards                         | Mejor actor de reparto                                     | Im Si-wan                                    | Nominado  | [ 47 ] [ 48 ] |
| 2023 | Asian Film Awards                         | Mejor actriz de reparto                                    | Kim So-jin                                   | Ganadora  | [ 47 ] [ 48 ] |
| 2023 | Baeksang Arts Awards                      | Mejor actor de reparto (cine)                              | Im Si-wan                                    | Nominado  | [ 49 ] [ 50 ] |